# HMS Stolt (89)
HMS Stolt (89) är en bevakningsbåt i svenska marinen av Tapper-klass.